# Campeonato Sul-Americano de Clubes de Voleibol Masculino de 2022
O Campeonato Sul-Americano de Clubes de Voleibol Masculino  de 2022 foi a vigésima primeira edição do torneio organizado anualmente pela CSV, disputado entre os  dias 2 a 6 de março no Ginásio Poliesportivo do Riacho, localizada na cidade de Contagem, pertencente a Região Metropolitana de Belo Horizonte. O torneio foi classificatório para edição do Campeonato Mundial de Clubes de 2022; contou com a participação de nove times, entre estes os totalizando seis representantes dos países: Argentina, Bolívia, Brasil, Chile, Peru e Uruguai.
A equipe do Sada Cruzeiro conquistou o oitavo título da competição de sua história ao derrotar na final o Minas Tênis Clube por 3 sets a 0. O ponteiro cubano Miguel Ángel López foi eleito o melhor jogador (MVP) da competição.

## Direitos de transmissão
As partidas foram transmitidas pelo canal do Youtube O Tempo e no site da CSV. A primeira partida das semifinais e a partida final também foram transmitidas pelo canal fechado BandSports.

## Formato de disputa
Os nove times foram divididos em três grupos, A, B e C, enfrentando-se entre si em seus respectivos grupos, avançando para as semifinais os primeiros colocados de cada grupo e o segundo melhor colocado no geral, estes se enfrentam nas semifinais obedecendo aos cruzamentos: 1°Ax2°melhor colocado e 1°Bx1°C, definindo-se os finalistas e os times que disputaram o terceiro lugar. Os times eliminados na fase classificatória definiram da quinta a nona posições, sendo os melhores segundo colocados (eliminados) definiram a quinta posição e os melhores terceiros colocados jogaram pelo sétimo posto, e o pior terceiro colocado terminou na nona posição.
Para a classificação dentre dos grupos na primeira fase, o placar de 3-0 ou 3-1 garantiu três pontos para a equipe vencedora e nenhum para a equipe derrotada; já o placar de 3-2 garantiu dois pontos para a equipe vencedora e um para a perdedora.

## Participantes
As seguintes equipes foram qualificadas para a disputa do Campeonato Sul-Americano de Clubes de 2022 pela CSV:
| Equipe            | País      | Forma de Classificação                                | Títulos                                       |
| ----------------- | --------- | ----------------------------------------------------- | --------------------------------------------- |
| Sada Cruzeiro     | Brasil    | Representante da cidade sede                          | 7 (2012, 2014, 2016, 2017, 2018, 2019 e 2020) |
| Club Peerless     | Peru      | Campeão da Liga Peruana 2021                          | 0 (não possui)                                |
| Minas Tênis Clube | Brasil    | Campeão da Copa Brasil de 2022                        | 2 (1984, 1985)                                |
| Vôlei Renata      | Brasil    | Vice-campeão da Copa Brasil de 2022                   | 0 (não possui)                                |
| San Martín        | Bolívia   | Campeão da Super Liga Boliviana de Voleibol 2021      | 0 (não possui)                                |
| CA Bohemios       | Uruguai   | Campeão da Super Liga Uruguaia de Voleibol 2021       | 0 (não possui)                                |
| Club Excelsior    | Chile     | Campeão da Campeonato Chileno de Voleibol de 2021     | 0 (nao possui)                                |
| Policial Vóley    | Argentina | Campeão da Copa Argentina de Voleibol de 2021         | 0 (nao possui)                                |
| Ciudad Vóley      | Argentina | Vice-campeão da Liga Argentina de Voleibol de 2020-21 | 0 (nao possui)                                |

## Primeira fase

### Grupo A
Classificação
|  |                                      |
|  | Equipes classificadas às semifinais. |
|  | Equipe que disputará o quinto lugar. |
|  | Equipe que disputará o sétimo lugar. |

|     |               |     | Jogos | Jogos | Jogos | Resultados | Resultados | Resultados | Resultados | Resultados | Resultados | Sets | Sets | Sets  | Pontos | Pontos | Pontos |
| Pos | Equipe        | Pts | T     | V     | D     | 3–0        | 3–1        | 3–2        | 2–3        | 1–3        | 0–3        | V    | P    | R     | V      | P      | R      |
| --- | ------------- | --- | ----- | ----- | ----- | ---------- | ---------- | ---------- | ---------- | ---------- | ---------- | ---- | ---- | ----- | ------ | ------ | ------ |
| 1   | Sada Cruzeiro | 6   | 2     | 2     | 0     | 2          | 0          | 0          | 0          | 0          | 0          | 6    | 0    | MAX   | 150    | 75     | 2,000  |
| 2   | Club Peerless | 3   | 2     | 1     | 1     | 0          | 1          | 0          | 0          | 0          | 1          | 3    | 4    | 0.750 | 141    | 168    | 0.839  |
| 3   | CA Bohemios   | 0   | 2     | 0     | 2     | 0          | 0          | 0          | 0          | 1          | 1          | 1    | 6    | 0.167 | 128    | 176    | 0.727  |

Resultados
| 2 de março de 2022 20:30 Resultado | Sada Cruzeiro | 3 — 0             | CA Bohemios | Ginásio Poliesportivo do Riacho, Contagem Árbitro(s): CHI Alejandro Muñoz BRA Flávio Campos |
| 2 de março de 2022 20:30 Resultado | 25            | Set 1 Set 2 Set 3 | 11 13       | Ginásio Poliesportivo do Riacho, Contagem Árbitro(s): CHI Alejandro Muñoz BRA Flávio Campos |

| 3 de março de 2022 20:30 Resultado | Sada Cruzeiro | 3 — 0             | Club Peerless | Ginásio Poliesportivo do Riacho, Contagem Árbitro(s): ARG Luis Barrios BRA Paulo de Tárcio PER Julio Lluque(VC) |
| 3 de março de 2022 20:30 Resultado | 25            | Set 1 Set 2 Set 3 | 17 8 15       | Ginásio Poliesportivo do Riacho, Contagem Árbitro(s): ARG Luis Barrios BRA Paulo de Tárcio PER Julio Lluque(VC) |

| 4 de março de 2022 16:00 Resultado | CA Bohemios | 1 — 3                   | Club Peerless | Ginásio Poliesportivo do Riacho, Contagem |
| 4 de março de 2022 16:00 Resultado | 23 19 25 26 | Set 1 Set 2 Set 3 Set 4 | 25 23 28      | Ginásio Poliesportivo do Riacho, Contagem |

### Grupo B
Classificação
|  |                                      |
|  | Equipes classificadas às semifinais. |
|  | Equipe que disputará o quinto lugar. |
|  | Equipe que disputará o sétimo lugar. |

|     |                   |     | Jogos | Jogos | Jogos | Resultados | Resultados | Resultados | Resultados | Resultados | Resultados | Sets | Sets | Sets  | Pontos | Pontos | Pontos |
| Pos | Equipe            | Pts | T     | V     | D     | 3–0        | 3–1        | 3–2        | 2–3        | 1–3        | 0–3        | V    | P    | R     | V      | P      | R      |
| --- | ----------------- | --- | ----- | ----- | ----- | ---------- | ---------- | ---------- | ---------- | ---------- | ---------- | ---- | ---- | ----- | ------ | ------ | ------ |
| 1   | Minas Tênis Clube | 6   | 2     | 2     | 0     | 2          | 0          | 0          | 0          | 0          | 0          | 6    | 0    | MAX   | 150    | 94     | 1.596  |
| 2   | Ciudad Vóley      | 3   | 2     | 1     | 1     | 1          | 0          | 0          | 0          | 0          | 1          | 3    | 3    | 1,000 | 131    | 121    | 1.083  |
| 3   | Club Excelsior    | 0   | 2     | 0     | 2     | 0          | 0          | 0          | 0          | 0          | 2          | 0    | 6    | 0,000 | 84     | 140    | 0.600  |

Resultados
| 2 de março de 2022 18:00 Resultado | Minas Tênis Clube | 3 — 0             | Club Excelsior | Ginásio Poliesportivo do Riacho, Contagem Árbitro(s): ARG Luis Barrios BRA Paulo de Tárcio |
| 2 de março de 2022 18:00 Resultado | 25                | Set 1 Set 2 Set 3 | 11 15 12       | Ginásio Poliesportivo do Riacho, Contagem Árbitro(s): ARG Luis Barrios BRA Paulo de Tárcio |

| 3 de março de 2022 18:00 Resultado | Minas Tênis Clube | 3 — 0             | Ciudad Vóley | Ginásio Poliesportivo do Riacho, Contagem |
| 3 de março de 2022 18:00 Resultado | 25                | Set 1 Set 2 Set 3 | 23 14 19     | Ginásio Poliesportivo do Riacho, Contagem |

| 4 de março de 2022 13:30 Resultado | Club Excelsior | 0 — 3             | Ciudad Vóley | Ginásio Poliesportivo do Riacho, Contagem Árbitro(s): BRA Paulo de Tárcio BRA Flávio Campos PER Julio Lluque(VC) |
| 4 de março de 2022 13:30 Resultado | 15 16          | Set 1 Set 2 Set 3 | 25           | Ginásio Poliesportivo do Riacho, Contagem Árbitro(s): BRA Paulo de Tárcio BRA Flávio Campos PER Julio Lluque(VC) |

### Grupo C
Classificação
|  |                                      |
|  | Equipes classificadas às semifinais. |
|  | Equipe que disputará o quinto lugar. |
|  | Equipe que disputará o sétimo lugar. |

|     |                |     | Jogos | Jogos | Jogos | Resultados | Resultados | Resultados | Resultados | Resultados | Resultados | Sets | Sets | Sets  | Pontos | Pontos | Pontos |
| Pos | Equipe         | Pts | T     | V     | D     | 3–0        | 3–1        | 3–2        | 2–3        | 1–3        | 0–3        | V    | P    | R     | V      | P      | R      |
| --- | -------------- | --- | ----- | ----- | ----- | ---------- | ---------- | ---------- | ---------- | ---------- | ---------- | ---- | ---- | ----- | ------ | ------ | ------ |
| 1   | Vôlei Renata   | 6   | 2     | 2     | 0     | 1          | 1          | 0          | 0          | 0          | 0          | 6    | 1    | 6,000 | 171    | 130    | 1.315  |
| 2   | Policial Vóley | 3   | 2     | 1     | 1     | 1          | 0          | 0          | 0          | 1          | 0          | 4    | 3    | 1.333 | 163    | 141    | 1.156  |
| 3   | San Martín     | 0   | 2     | 0     | 2     | 0          | 0          | 0          | 0          | 0          | 2          | 0    | 6    | 0,000 | 87     | 140    | 0.621  |

Resultados
| 2 de março de 2022 15:30 Resultado | Vôlei Renata | 3 — 0             | San Martín | Ginásio Poliesportivo do Riacho, Contagem |
| 2 de março de 2022 15:30 Resultado | 25           | Set 1 Set 2 Set 3 | 14 16 12   | Ginásio Poliesportivo do Riacho, Contagem |

| 3 de março de 2022 15:30 Resultado | Vôlei Renata | 3 — 1                   | Policial Vóley | Ginásio Poliesportivo do Riacho, Contagem Árbitro(s): CHI Alejandro Muñoz ARG Marcelo Pierobon BRA Paulo de Tárcio (VC) |
| 3 de março de 2022 15:30 Resultado | 21 25        | Set 1 Set 2 Set 3 Set 4 | 25 22 19 22    | Ginásio Poliesportivo do Riacho, Contagem Árbitro(s): CHI Alejandro Muñoz ARG Marcelo Pierobon BRA Paulo de Tárcio (VC) |

| 4 de março de 2022 11:00 Resultado | San Martín | 0 — 3             | Policial Vóley | Ginásio Poliesportivo do Riacho, Contagem Árbitro(s): PER Julio Lluque ARG Luis Barrios BRA Flávio Campos(VC) |
| 4 de março de 2022 11:00 Resultado | 19 13      | Set 1 Set 2 Set 3 | 25             | Ginásio Poliesportivo do Riacho, Contagem Árbitro(s): PER Julio Lluque ARG Luis Barrios BRA Flávio Campos(VC) |

## Finais
|  | Semifinais         | Semifinais         |   |                    | Final              | Final |  |
|  |                    |                    |   |                    |                    |       |  |
|  | 5 de março – 19:30 |                    |   |                    |                    |       |  |
|  | Sada Cruzeiro      | 3                  |   |                    |                    |       |  |
|  | Policial Vóley     | 0                  |   |                    |                    |       |  |
|  |                    |                    |   |                    |                    |       |  |
|  |                    |                    |   |                    | 6 de março – 16:30 |       |  |
|  |                    |                    |   |                    | Sada Cruzeiro      | 3     |  |
|  |                    | Minas Tênis Clube  | 0 |                    |                    |       |  |
|  |                    |                    |   |                    |                    |       |  |
|  |                    |                    |   |                    |                    |       |  |
|  |                    |                    |   |                    | Terceiro lugar     |       |  |
|  | 5 de março – 16:30 | 5 de março – 16:30 |   | 6 de março - 12:00 | 6 de março - 12:00 |       |  |
|  | Minas Tênis Clube  | 3                  |   | Policial Vóley     | 2                  |       |  |
|  | Vôlei Renata       | 0                  |   |                    | Vôlei Renata       | 3     |  |

### Resultados

#### Disputa pelo sétimo lugar
| 5 de março 14:00 Resultado | CA Bohemios | 3 — 0             | San Martín | Ginásio Poliesportivo do Riacho, Contagem |
| 5 de março 14:00 Resultado | 25          | Set 1 Set 2 Set 3 | 22 9 15    | Ginásio Poliesportivo do Riacho, Contagem |

#### Disputa pelo quinto lugar
| 6 de março 10:00 Resultado | Ciudad Vóley | 3 — 0             | Club Peerless | Ginásio Poliesportivo do Riacho, Contagem Árbitro(s): BRA Marcos Salles CHI Alejandro Muñoz BRA Paulo de Tárcio (VC) |
| 6 de março 10:00 Resultado | 25           | Set 1 Set 2 Set 3 | 22 10 22      | Ginásio Poliesportivo do Riacho, Contagem Árbitro(s): BRA Marcos Salles CHI Alejandro Muñoz BRA Paulo de Tárcio (VC) |

#### Semifinais
| 5 de março 16:30 Resultado | Minas Tênis Clube | 3 — 0             | Vôlei Renata | Ginásio Poliesportivo do Riacho, Contagem Árbitro(s): ARG Marcelo Pierobon BRA Paulo de Tárcio PER Julio Lluque (VC) |
| 5 de março 16:30 Resultado | 29 25             | Set 1 Set 2 Set 3 | 27 21 23     | Ginásio Poliesportivo do Riacho, Contagem Árbitro(s): ARG Marcelo Pierobon BRA Paulo de Tárcio PER Julio Lluque (VC) |

| 5 de março 19:30 Resultado | Sada Cruzeiro | 3 — 0             | Policial Vóley | Ginásio Poliesportivo do Riacho, Contagem Árbitro(s): CHI Alejandro Muñoz BRA Flávio Campos BRA Paulo de Tárcio (VC) |
| 5 de março 19:30 Resultado | 25 29 25      | Set 1 Set 2 Set 3 | 20 27 16       | Ginásio Poliesportivo do Riacho, Contagem Árbitro(s): CHI Alejandro Muñoz BRA Flávio Campos BRA Paulo de Tárcio (VC) |

#### Disputa pelo terceiro lugar
| 6 de março 12:00 Resultado | Vôlei Renata | 3 — 2                         | Policial Vóley | Ginásio Poliesportivo do Riacho, Contagem Árbitro(s): BRA Flávio Campos CHI Alejandro Muño BRA Marcos Salles (VC) |
| 6 de março 12:00 Resultado | 21 22 25 15  | Set 1 Set 2 Set 3 Set 4 Set 5 | 25 17 22 11    | Ginásio Poliesportivo do Riacho, Contagem Árbitro(s): BRA Flávio Campos CHI Alejandro Muño BRA Marcos Salles (VC) |

#### Final
| 6 de março 15:00 Resultado | Minas Tênis Clube | 0 — 3             | Sada Cruzeiro | Ginásio Poliesportivo do Riacho, Contagem |
| 6 de março 15:00 Resultado | 18 17 18          | Set 1 Set 2 Set 3 | 25            | Ginásio Poliesportivo do Riacho, Contagem |

## Premiação
| Campeonato Sul-Americano de Clubes de Voleibol Masculino de 2022 |
| Brasil                                                           |
| ---------------------------------------------------------------- |
| Sada Cruzeiro Campeão (8º título)                                |

## Classificação Final
| Posição           | Equipe            | Classificação                        |
| ----------------- | ----------------- | ------------------------------------ |
| Medalha de ouro   | Sada Cruzeiro     | Campeonato Mundial de Clubes de 2022 |
| Medalha de prata  | Minas Tênis Clube |                                      |
| Medalha de bronze | Vôlei Renata      |                                      |
| 4                 | Policial Vóley    |                                      |
| 5                 | Ciudad Vóley      |                                      |
| 6                 | Club Peerless     |                                      |
| 7                 | CA Bohemios       |                                      |
| 8                 | San Martín        |                                      |
| 9                 | Club Excelsior    |                                      |

## Prêmios individuais
A seleção do campeonato foi composta pelos seguintes jogadores:
- MVP (Most Valuable Player):  Miguel Ángel López